# Malonil KoA reduktaza (formira malonat semialdehid)
Malonil KoA reduktaza (formira malonat semialdehid) (EC 1.2.1.75, NADP-zavisni malonil KoA reduktaza, malonil KoA reduktaza (NADP)) je enzim sa sistematskim imenom malonat semialdehid:NADP+ oksidoreduktaza (formira malonat semialdehid). Ovaj enzim katalizuje sledeću hemijsku reakciju
malonat semialdehid + KoA + NADP+ {\displaystyle \rightleftharpoons } malonil-KoA + NADPH + H+
Za rad ovog enzima je neohodan Mg2+. On katalizuje redukciju malonil-KoA do malonat semialdehida, što je ključni korak u ciklusu 3-hidroksipropionata i 3-hidroksipropionat/4-hidroksibutirata, putevima autotrofne CO2 fiksacija prisutnim kod nekih zelenih nesumpornih fototrofnih bakterija i nekih termoacidofilnih arheja, respektivno. Enzim iz Sulfolobus tokodaii je prečišćen i utvrđeno je da sadrži jedan RNK molekul za dve podjedinice.

## Literatura
- Nicholas C. Price; Lewis Stevens (1999). Fundamentals of Enzymology: The Cell and Molecular Biology of Catalytic Proteins (Third изд.). USA: Oxford University Press. ISBN 019850229X.
- Eric J. Toone (2006). Advances in Enzymology and Related Areas of Molecular Biology, Protein Evolution (Volume 75 изд.). Wiley-Interscience. ISBN 0471205036.
- Branden C; Tooze J. Introduction to Protein Structure. New York, NY: Garland Publishing. ISBN 0-8153-2305-0.
- Irwin H. Segel. Enzyme Kinetics: Behavior and Analysis of Rapid Equilibrium and Steady-State Enzyme Systems (Book 44 изд.). Wiley Classics Library. ISBN 0471303097.
- William P. Jencks (1987). Catalysis in Chemistry and Enzymology. Dover Publications. ISBN 0486654605.

## Spoljašnje veze
- Malonyl+CoA+reductase+(malonate+semialdehyde-forming) на 